# Charlie Naughton
Charles John "Charlie" Naughton (21. april 1886 i Glasgow – 11. februar 1976 i London) var en skotsk komiker.
Han var medlem af The Crazy Gang, og partner med Jimmy Gold i komikerduoen  Naughton and Gold. I 1955 medvirkede han i den første Guinness tv-reklame, hvor han spillede dyrepasser med en tysk våben.
Han døde i en alder af 89 i 1976.

## Udvalgt filmografi
- Highland Fling (1936)
- Alfs Button Afloat (1938)